# Arokia Raj Satis Kumar
Arokia Raj Satis Kumar (ur. 5 września 1977 w Bengaluru) – indyjski duchowny rzymskokatolicki, biskup pomocniczy Bangalore od 2024. 

## Życiorys

### Prezbiterat
Święcenia kapłańskie przyjął 2 maja 2007 i został inkardynowany do archidiecezji Bangalore. Przez kilka lat pracował jako duszpasterz parafialny. Po uzyskaniu w 2017 tytułu doktora prawa kanonicznego został sędzią sądu kościelnego, a następnie pracował jako m.in. rektor niższego seminarium oraz jako kanclerz kurii archidiecezjalnej.

### Episkopat
13 lipca 2024 roku papież Franciszek mianował go biskupem pomocniczym Bangalore ze stolicą tytularną Castellum Minus.  
24 sierpnia 2024 otrzymał święcenia biskupie, których mu udzielił arcybiskup Peter Machado.   